# Iolaus aurivillii
Iolaus aurivillii är en fjärilsart som beskrevs av Johannes Karl Max Röber 1900. Iolaus aurivillii ingår i släktet Iolaus och familjen juvelvingar. Inga underarter finns listade i Catalogue of Life.